# Metopius
Genre
Metopius est un genre d'insectes hyménoptères de la famille des Ichneumonidae.

## Systématique
Le genre Metopius a été créé en 1806 par le botaniste et entomologiste allemand Georg Wolfgang Franz Panzer (1755-1829).

## Liste d'espèces
Liste des espèces selon GBIF (30 juin 2021) :
- Metopius alanicus Tolkanitz, 2002
- Metopius albipictus Tosquinet, 1896
- Metopius alluaudi Seyrig, 1934
- Metopius amenus Gauld & Sithole, 2002
- Metopius andreasi Benoit, 1961
- Metopius anxius Wesmael, 1849
- Metopius arakawai Uchida, 1930
- Metopius areolatus (Cameron, 1907)
- Metopius audens Tosquinet, 1896
- Metopius austriacus Clement, 1930
- Metopius baibarensis Uchida, 1930
- Metopius basalis Cresson, 1879
- Metopius basarukini Tolkanitz, 1993
- Metopius bellatorius Forster, 1850
- Metopius bellus Cresson, 1879
- Metopius bicarinatus Morley, 1912
- Metopius birkmani Brues, 1907
- Metopius brevicornis Seyrig, 1935
- Metopius brevispina Thomson, 1887
- Metopius buscus Gauld & Sithole, 2002
- Metopius butor (Benoit, 1961)
- Metopius calocatus Gauld & Sithole, 2002
- Metopius carinatus Tolkanitz, 1985
- Metopius castiliensis Clement, 1930
- Metopius certus Tolkanitz, 1993
- Metopius citratus (Geoffroy, 1785)
- Metopius clathratus Benoit, 1965
- Metopius comptus Cresson, 1879
- Metopius consector Townes & Townes, 1959
- Metopius continuus Tolkanitz, 1979
- Metopius contractus Clement, 1930
- Metopius coreanus Uchida, 1930
- Metopius crassicornis Morley, 1912
- Metopius crassipes Smith, 1859
- Metopius croaticus Clement, 1930
- Metopius croceicornis Thomson, 1887
- Metopius curtiventris Clement, 1930
- Metopius dentatus (Fabricius, 1779)
- Metopius dirus Mocsary, 1883
- Metopius discolor Tosquinet, 1896
- Metopius dolenus Gauld & Sithole, 2002
- Metopius edwardsii Cresson, 1879
- Metopius elegans Tolkanitz, 1985
- Metopius eritreae Morley, 1912
- Metopius errantia Davis, 1897
- Metopius erythropus Kriechbaumer, 1894
- Metopius femoratus Cresson, 1874
- Metopius flavobalteatus (Cameron, 1903)
- Metopius fossulatus Uchida, 1933
- Metopius fulvicornis Mocsary, 1883
- Metopius fuscipennis Wesmael, 1849
- Metopius fuscolatus Chiu, 1962
- Metopius galbaneus Townes & Townes, 1959
- Metopius geophagus Gauld & Sithole, 2002
- Metopius gressitti Michener, 1941
- Metopius hakiensis Matsumura, 1912
- Metopius halorus Gauld & Sithole, 2002
- Metopius harpyiae Clement, 1930
- Metopius hilaris Tosquinet, 1896
- Metopius hilaroides Benoit, 1965
- Metopius hispanicus Clement, 1930
- Metopius insularis Seyrig, 1934
- Metopius interruptus Thomson, 1887
- Metopius iyoensis Uchida, 1930
- Metopius kasparyani Tolkanitz, 1985
- Metopius kiushiuensis
- Metopius kiushuensis Uchida, 1932
- Metopius korbi Clement, 1930
- Metopius krombeini Townes & Townes, 1959
- Metopius laeviusculus Dominique, 1898
- Metopius latibalteatus Cameron, 1906
- Metopius laticinctellus Y.u.Horstmann, 1999
- Metopius leiopygus Forster, 1850
- Metopius lobatus Clement, 1930
- Metopius longispina Clement, 1930
- Metopius lugubris Tosquinet, 1896
- Metopius maruyamensis Uchida, 1930
- Metopius mediterraneus Clement, 1930
- Metopius melanopsis Forster, 1850
- Metopius metallicus Michener, 1941
- Metopius michaelseni Szepligeti, 1908
- Metopius mimicus Townes & Townes, 1959
- Metopius necatorius (Fabricius, 1793)
- Metopius nigrator (Lepeletier & Serville, 1825)
- Metopius nigripalpis Benoit, 1965
- Metopius nodiformis (Benoit, 1961)
- Metopius notabilis Morley, 1912
- Metopius notatus Townes & Townes, 1959
- Metopius oharai Kusigemati, 1983
- Metopius paludicola Benoit, 1965
- Metopius paradoxus Clement, 1930
- Metopius pectoralis Townes & Townes, 1959
- Metopius pelus Gauld & Sithole, 2002
- Metopius pinatorius Brulle, 1846
- Metopius pocksungi Kim, 1958
- Metopius pollinctorius (Say, 1835)
- Metopius polyptichi Benoit, 1965
- Metopius pulchellus Cresson, 1865
- Metopius purpureotinctus (Cameron, 1907)
- Metopius pusillus Benoit, 1965
- Metopius quadrifasciatus Michener, 1941
- Metopius quambus Gauld & Sithole, 2002
- Metopius rileyi Marlatt, 1891
- Metopius rivolleti Dominique, 1898
- Metopius robustus Cresson, 1879
- Metopius rossicus Clement, 1930
- Metopius rufipes Cresson, 1865
- Metopius rufus Cameron, 1905
- Metopius sapporensis Uchida, 1930
- Metopius scapulatus Townes & Townes, 1959
- Metopius scitulus Cresson, 1879
- Metopius scrobiculatus Hartig, 1838
- Metopius scutatifrons Cresson, 1874
- Metopius secundus Townes & Townes, 1959
- Metopius semotus Tolkanitz, 1992
- Metopius senegalensis Benoit, 1965
- Metopius septemcinctus Clement, 1930
- Metopius seyrigi Benoit, 1961
- Metopius sicheli Seyrig, 1934
- Metopius similatorius Pfankuch, 1914
- Metopius sinensis Smith, 1877
- Metopius soror Chiu, 1962
- Metopius strenuus Benoit, 1965
- Metopius syriacus Clement, 1930
- Metopius tauricus Clement, 1930
- Metopius transcaspicus Clement, 1930
- Metopius tristis Clement, 1930
- Metopius tsingtauensis Clement, 1930
- Metopius turcestanicus Clement, 1930
- Metopius uchidai Michener, 1941
- Metopius ultimatus Davis, 1897
- Metopius unifenestratus Morley, 1912
- Metopius upembanus Benoit, 1965
- Metopius uralensis Clement, 1930
- Metopius vandykei Michener, 1941
- Metopius variegatus Morley, 1912
- Metopius venustus Tosquinet, 1889
- Metopius vespoides (Scopoli, 1763)
- Metopius vespulator Aubert, 1979
- Metopius victorovi Tolkanitz, 1992
- Metopius vittatus Townes & Townes, 1959
- Metopius xanthostigma Ashmead, 1890
- Metopius zonurus Benoit, 1965
- Metopius zuluanus Benoit, 1965
- Metopius zuluensis Benoit, 1965